# Michal Josephy
Michal Josephy, křtěný Michal Karel (* 20. června 1977 Tábor) je český antropolog, cestovatel a dobrodruh, novinář a spisovatel, fotograf a vysokoškolský pedagog.

## Biografie
Michal Josephy se narodil v lékařské rodině, jeho dědeček, Karel Josephy, byl ředitelem c.k.tabákové továrny. K jeho přímým předkům patřil i magistrátní a kriminální rada v Táboře, Anton Josephy. Agnátní vývod přímé linie mužských předků vychází z prastarých mlynářských rodůpocházejících z mlýna Jangelec, pozdějšího rodiště kpt. Rudolfa Poplera. Nestorem rodu je Bernart Yozeff, zakladatel Josefyho mlýna, v jehož pískovcovém překladu se nachází nejstarší, pozdně renesanční nápis o založení mlýna v Čechách, který je kulturní památkou České republiky: "Leta bozího 1541 stawyl G.•Bernart•Yozeff”.

## Profesní dráha
Vystudoval magisterský obor Obecná antropologie (Mgr.) s biologickou specializací a zaměřením na etologii, evoluční biologii, evoluční psychologii a etologii člověka, a následně doktorské studium Antropologie (Ph.D.) na FHS UK. K jeho antropologických zájmům však patří i tzv. „antropologie současných světů“ a estetika, vizuální antropologie, antropologie umění, antropologie těla, módy či životního stylu. Ve vybraných oborech své specializace působil jako externí pedagog na společenskovědním modulu FHS UK , na kreativním modulu FHS UK. a v současné době zde působí na Katedře teorie umění a tvorby.
Jeho novinářskou specializací je vědecko – populární a cestopisná žurnalistika. Na bázi populárně – vědní publicistiky dlouhodobě spolupracoval s českou edicí National Geographic, v němž spolupracoval s Danem Bártou v začátcích jeho odonatologické kariéry v projektu Na vážkách. Vědecko - populární publicistice se věnoval i v rámci Orientace Lidových novin, Psychologie DNES či TV Prima Zoom. Cestopisné reportáže publikoval např. v magazínu Koktejl, Lidé a Země, Svět obrazem, Lidové noviny, Travel Service onboard magazine, palubním magazínu MyWings společností ČSA a Smartwings. či v Eccentric Clubu. Jako první z českých novinářů publikoval v devadesátých létech reportáž ze Scampie, jednoho z nejnebezpečnějších sídlišť Evropy, které bylo pod správou italské mafie Camorra. Pro geografický magazín Koktejl vedl rozhovory se zajímavými osobnostmi české kulturní scény (Dan Bárta, Michal Horáček apod.) a uskutečnil poslední magazínový rozhovor se Zuzanou Navarovou, Zpět hledím nehledět, který však již nebyl in memoriam publikován. K jeho publicistické činnosti se postupem času přidala i lifestylová žurnalistika, které se věnuje např. v lifestylovém magazínu Lidových novin Proč ne?!, magazínu ForMen, Vogue či Elle, a regionální historie.
V době studií divadelní antropologie (BcA.) na Divadelní fakultě Akademie múzických umění v Praze spolupracoval se sociálním ekologem Bohuslavem Blažkem na inovativních pedagogických projektech a na oficiální architektonicko - diskusní platformě diskuse.hrad.cz, která vzešla na popud prezidenta Václava Havla, a zabývala se symbolikou, smyslem a možnostmi otevření Pražského hradu širší veřejnosti.
Společně s historikem a genealogem Václavem Černým, Ph.D. se podílel na výzkumu nejstarších dějin rodu Josefy / Josephy.Tento genealogický a antropologický výzkum v současnosti pokračuje v rámci vědeckého projektu Genetika a příjmení.
S ekonomickým historikem Johnem Komlosem spolupracoval na projektu Jak rostou Češi, v němž jsou uvedeny v souvztah ekonomické a fyzicko - antropologické faktory podílející se na lidském růstu. Tematiku těla a městských subkultur dále zpracoval např. v rámci kapitoly v souborné knize Kmeny 0: městské subkultury a nezávislé společenské proudy před rokem 1989, do světa "duševně nemocných" nahlédl v případové studii deprese Jasný případ, kde zúročil svá rozšiřující studia psychoterapie na Pražské psychoterapeutické fakultě Pražské vysoké školy psychosociálních studií, a do "antropologie současných světů" se vydal ve sbírce cestopisně - literárních reportáží Světy mezi světy.
Dlouhodobý zájem o bývalé portugalské kolonie jej přivedl k dlouhodobé spolupráci s organizací UNICEF Mosambik, která vyústila např. spolupráci nejen na kalendáři, výročních zprávách, na obrazovém podkresu videoklipu Sofrimento mosambické zpěvačky a lokální ambasadorky Dobré vůle Neymy, ale i komunikačně vizuální kampaně, která byla postavena na hollywoodském herci a ambasadorovi Dobré vůle, Liamu Neesonovi (2011) a Millie Bobby Brownové (2018). S newyorskou centrálou UNICEF spolupracoval na projektech #endviolence a #stopchildmarriage.
Fotograficky se zaměřuje především na žánry street – photography zobrazující každodenní život na veřejném prostoru a na reportážní portrét, v nichž obdržel řadu mezinárodních cen. V dlouhodobém projektu WWWomen se zaměřuje na mezikulturní zachycení ženské krásy v jejím přirozeném prostředí.

## Cesty
Navštívil více než 100 zemí světa a po moři a pevnině procestoval většinu někdejšího portugalského námořního impéria od Brazílie přes Azory, Kapverdy, Gou (stát), Macao, Malakku až po Japonsko, a to včetně portugalských enkláv a architektonických pamětihodností vně tohoto koloniálního systému, jako je např. Írán, Srí Lanka či Thajsko. Vydal se rovněž po stopách prokletého básníka Arthura Rimbauda a po trase Charleville-Mézières - Roche - Egypt doputoval až do etiopského Hararu, kde strávil Rimbaud většinu svého dospělého života již jako obchodník s kávou, dobrodruh a zeměpisný průzkumník. Josephy opakovaně označil Rimbauda za svůj juvenilní vzor, což se odrazilo i v jeho metodě explorativního symbolismu a geografické poezii.

## Ocenění a výstavy
V roce 2017 splnil kritéria členství The Travelers' Century Clubu, když navštívil sto zemí světa.
V oboru fotografie oceněn v rámci "nejprestižnější evropské fotografické soutěže" Prix de la Photographie Paris: Gold Prize. Prix de la Photographie Paris 2014, Silver Prize 2013, 2*Bronze Prize, People's Choice Awards 2013, Tokyo Photo Awards (Conflict - Editorial) Bronze Prize 2016 and Silver Prize 2018, Finalist at The Henri Award, International Street Photography Awards, StreetFoto Festival, San Francisco, 2017 a London Street Photography Festival 2018, Photographer of the Year (2012), ATOD Magazine, 2. místo v soutěži fotograf blogu IDNES.cz, Nominee 2012 v rámci Black Spider Awards a řadou Honorable Mentions (např. IPA 2012, Los Angeles, MIFA, Moscow). Fotografie zastoupeny v soukromých sbírkách v USA a České republice.
Vystavoval např. v rámci doprovodného programu na Mezinárodním filmovém festivalu Karlovy Vary, Mezinárodním festivalu street - photography v San Franciscu, v Instituto Camoes v Praze, na Filozofické fakultě Univerzity Palackého, v galerii Na Půdě Filozofické fakultě Ostravské univerzity, v galerii Na schodišti Městské knihovny Tábor či v  rámci krátkodobých expozic soutěže Prix de la Photographie Paris v pařížské galerii Espace Dupon a v rámci Tokyo Photo Awards v galerii Owada v Tokiu. V dlouhodobé expozici je jeho velkoformátová fotografie součástí propagace kulturního centra Phare Ponleu Selpak a je umístěna za Archeologickým muzeem v Siem Riepu nedaleko chrámů Angkor Wat.

## Další umělecká činnost
Michal Josephy je kurátorem táborské galerie Les Deux Anges a pamětních knih c.k. tabákové továrny v Táboře od doby jejího provizorního provozu až do ukončení průmyslové výroby (1874 - 1953), na jejichž základě uspořádal po 70 letech od ukončení činnosti továrny dokumentární výstavu. Je autorem doslovu knihy básní Tali Bachtar rapera a básníka, dvorního textaře skupiny J.A.R, Oty Klempíře. a autorem textu v katalogu k výstavě fotografií Dana Bárty v Rudolfinu. Výstava Imprese zahrnovala 18 autorů současného českého umění a byla zaměřena na fenomén krásy.

## Dílo
- 2013 Kmeny 0 (spoluautor).[61]
- 2014 Světy mezi světy.[62]
- 2016 Jasný případ.
- 2017 Anatomie trendu.
- 2018 Tabačka z listů pamětnic.
- 2019 Jako solný sloup (výběr ze sloupků).
- 2021 Tělo 3.0: exotizované, změněné, zhroucené. (spoluautor).

fotografie:
- 2012 Facts for Life. UNICEF.
- 2012 Prix de la Photographie Paris Annual Book[63]
- 2013 Prix de la Photographie Paris Annual Book[64]
- 2014 Prix de la Photographie Paris Annual Book
- 2017 Street Photography. (ed. San Francisco StreetFoto Festival).
- 2018 Street Photography. (ed. London Street Photography Festival).